# François-Michel Lecreulx
François-Michel Lecreulx est un architecte et ingénieur français né le 1er janvier 1729 à Orléans et mort le 7 août 1812 à Paris.

## Formation
Il a suivi ses études d'architectures à l'École nationale des ponts et chaussées. Il fut aussi l'élève de Jean-Baptiste de Voglie et Louis-Alexandre de Cessart.

## Carrière
François-Michel Lecreulx fut Inspecteur des Bâtiments et Usines des Domaines de Lorraine et de Barrois, puis sous l'Empire Inspecteur Général des Ponts et Chaussées.
Il habita à Nancy au no 16, place de la Carrière puis au no 6, rue Lyautey depuis dénommé Hôtel Lecreulx.
Comme architecte, il édifia, avec talent, l'église de Badonviller de style Louis XVI. En tant qu'ingénieur, il construisit le pont de Frouard, élabora le plan du pont aux trois arches de Saint-Dié en 1785 etc. L'urbaniste souhaita embellir Nancy proposant un plan ambitieux érigeant de nouveaux quartiers. Trop onéreux, il prépara un autre projet avec rues et places sur l'actuel cours Léopold.

## Ouvrages
Il a participé à la construction du pont de Saumur (1764-1774), du pont Fouchard sur la rivière Thouet (1772). Il a aussi construit la caserne du Corps des carabiniers de Saumur (1772) et un manège à Lunéville sur ordre de Louis XV, le plus vaste d'Europe (96m par 26) et toujours visible. François-Michel Lecreulx fut aussi ingénieur à la généralité de Paris en 1764 puis en 1775 ingénieur en Lorraine. Enfin, en 1791 il devient ingénieur en chef du département de la Meurthe (département).

## Hommage
- Une rue de Nancy porte son nom.
- L'ancien manège de Lunéville est intégralement inscrit au titre des monuments historiques par arrêté du 8 février 2006[2].

## Écrits
- Mémoire sur la construction des chemins publics et les moyens de les exécuter, 1782
- Mémoire sur les avantages de la navigation des canaux et rivières qui traversent les départements de la Meurthe, des Vosges, de la Meuse et de la Moselle paru en 1795.
- Recherches sur la formation et l'existence des ruisseaux, rivières et torrents paru en 1804.